# Мухаммед ібн аль-Касім ас-Сакафі
Мухаммед ібн аль-Касім ас-Сакафі (араб. عماد الدين محمد بن القاسم الثقفي; 695—715) — арабський полководець, який поширив владу Омеядів до Інду та приніс іслам до Сінду й Пенджабу.

## Життєпис
Він народився і виріс в місті Таїф (в сучасній Саудівській Аравії). У нього рано помер батько, тому освітою його займалася мати, тоді як військові навички йому прищепив його дядько по батьківській лінії — губернатор Омеядів Аль-Гаджжаджа Ібн Юсуф аль-Такафі. 
Деякий час був губернатором Персії, де успішно придушив заколот. Пізніше халіф відрядив його на завоювання нових земель на сході. Мухаммад ібн аль-Касим одружився зі своєю кузиною Зубайдою, дочкою Аль-Гаджжаджи, безпосередньо перед виходом в Сінд.
709 року Мухаммед здобув перемогу над правителем Сінду Дахарою та захопив його землі. 711 року після тривалої облоги він завоював Дебал — місто на території сучасного Пакистану біля Карачі. Після цього Мухаммед вирушив вверх Індом через Сінд і Південний Пенджаб, де завоював велике місто Мултан. Ті області також увійшли до складу Омеядського халіфату.
715 року після смерті аль-Валіда I халіфом став його брат Сулейман. За його правління кальбіти здобули явну перевагу над кайситами. Мухаммед ібн Касім втратив усі свої пости та був страчений, що спричинило значні заворушення з боку кайситів.